# Verdensudstillinger
Dette er en Liste over verdensudstillinger (og eventuelle bemærkelsesværdige permanente udstillingsbygninger). Listen omfatter både udstillinger, der er godkendt af organisationen Bureau international des expositions og andre verdensudstillinger. 
For verdensudstillinger godkendt af BIE, se Verdenudstillinger godkendt af BIE. 

## 1750'erne
- 1751 – London, Storbritannien – The Great Exhibition

## 1790'erne
- 1798 – Paris, Frankrig – First Exhibition (1798) og Second Exhibition (1798) i Europa

## 1800'erne
- 1802 – Paris, Frankrig – Third Exposition (1802)

## 1820'erne
- 1829 –  New York, USA – American Institute Fair (1829)

## 1840'erne
- 1844 – Paris, Frankrig – French Industrial Exposition (1844)
- 1849 – Birmingham, Storbritannien – Exposition of British Society (1849)
- 1849 – First Exhibition of British Manufacturers (1849)

## 1850'erne
- 1851 – London, Storbritannien – Great Exhibition (of the Works of Industry of All Nations) -- The Crystal Palace
- 1852 – Cork, Irland – Irish Industrial Exhibition (1852)
- 1853 – New York, USA – Exhibition of the Industry of All Nations (1853)
- 1853 – Dublin, Irland – Great Industrial Exhibition (1853)
- 1854 – München, Tyskland – Allgemeine deutsche Industrie-Ausstellung (1854)
- 1854 – Melbourne, Australien – Melbourne Exhibition (1854) (i forbindelse med Exposition Universelle (1855))
- 1855 – Paris, Frankrig – Exposition Universelle (1855)
- 1855 – Dublin, Irland – Dublin International Exhibition (1855)
- 1857 – Manchester, Storbritannien – Art Treasures Exhibition (1857)

## 1860'erne
- 1860 – Besançon, Frankrig – Exposition universelle (1860)
- 1861 – Melbourne, Australien – Victorian Exhibition (1861)
- 1862 – Hamburg, Tyskland – International Agricultural Exhibition (1862)
- 1862 – London, Storbritannien – International Exhibition (1862) (Great London Exposition) (South Kensington, England)
- 1864 – Amsterdam, Holland – Dutch Industry Expostion (1864)
- 1865 – Philadelphia, Pennsylvania, USA – Great Central Fair for the US Sanitary Commission (1865)
- 1865 – Porto, Portugal – Exposição Internacional (1865)
- 1865 – Dublin, Irland – International Exhibition of Arts and Manufactures (1865)
- 1865 – Dunedin, New Zealand – New Zealand Exhibition (1865)
- 1866 – Melbourne, Australien – Intercolonial Exhibition of Australasia (1866)
- 1867 – Paris, Frankrig –  Exposition Universelle (1867)
- 1868 – Le Havre, Frankrig – Exposition Maritime Internationale (1868)

## 1870'erne
- 1870 – Córdoba, Argentina – Exposición Nacional (1870)
- 1870 – Sydney, Australien – Intercolonial Exhibition (1870)
- 1871 – London, Storbritannien – First Annual International Exhibition (1871)
- 1872 – London, Storbritannien – Second Annual International Exhibition (1872)
- 1872 – Lyon, Frankrig – Exposition Universelle et Internationale (1872)
- 1872 – Kyoto, Japan – Exhibition of Arts and Manufactures (1872)
- 1873 – London, Storbritannien – Third Annual International Exhibition (1873)
- 1873 – Wien, Østrig – Weltausstellung 1873 Wien
- 1873 – Sydney, Australien – Metropolitan Intercolonial Exhibition (1873)
- 1874 – London, Storbritannien – Fourth Annual International Exhibition (1874)
- 1874 – Dublin, Irland – International Exhibition of Arts and Manufactures (1874)
- 1874 – Rom, Italien – Esposizione internazionale (1874) (ikke afholdt)
- 1875 – Santiago, Chile – Exposicion Internacional de 1875
- 1875 – Melbourne, Australien – Victorian Intercolonial Exhibition (1875)
- 1875 – Nizjnij Novgorod, Rusland – Nizhni Novgorod Fair (1875)
- 1875 – Sydney, Australien – Intercolonial Exhibition (1875)
- 1875 – Santiago, Chile – Exposición Internacional de Chile
- 1876 – Philadelphia, Pennsylvania, USA – Centennial Exhibition
- 1876 – Brisbane, Australien – Intercolonial Exhibition (1876)
- 1877 – Cape Town, Sydafrika – South African International Exhibition (1877)
- 1877 – Tokyo, Japan – First National Industrial Exhibition (1877) (Ueno Park)
- 1878 – Paris, Frankrig –  Exposition Universelle (1878)
- 1878 – Ballarat, Australien – Australian Juvenile Industrial Exhibition (1878)
- 1879 – Sydney, Australien – Sydney International Exhibition (1879)
- 1879 – Melbourne, Australien – Intercolonial Juvenile Industrial Exhibition (1879)

## 1880'erne
- 1880 – Melbourne, Australien – Melbourne International Exhibition (1880)
- 1881 – Atlanta, Georgia, USA – International Cotton Exposition (1881)
- 1881 – Budapest, Ungarn – Országos Magyar Nöiparkiállitás (1881)
- 1882 – Bordeaux, Frankrig – Exposition internationale des vins (1882)
- 1882 – Buenos Aires, Argentina – Exposición Continental Sud-Americana (1882)
- 1883 – Boston, Massachusetts, USA – The American Exhibition of the Products, Arts and Manufactures of Foreign Nations (1883)
- 1883 – Amsterdam, Holland – Internationale Koloniale en Uitvoerhandel Tentoonstelling (1883) (International Colonial Exhibition)
- 1883 – Calcutta, Indien – Calcutta International Exhibition (1883)
- 1883 – Parramatta, Australien – Intercolonial Juvenile Industrial Exhibtion (1883)
- 1883 – Louisville, Kentucky, USA – Southern Exposition (1883)
- 1883 – New York, USA – World's Fair (1883) (ikke afholdt)
- 1884 – New Orleans, Louisiana, USA – World Cotton Centennial (1884) (New Orleans Universal Expositon and World's Fair), (World's Industrial and Cotton Centennial Exhibition), (New Orleans Centennial)
- 1884 – Melbourne, Australien – Victorian International Exhibition 1884 of Wine, Fruit, Grain & other products of the soil of Australasia with machinery, plant and tools employed
- 1884 – Edinburgh, Skotland – International Forestry Exhibition (1884)
- 1884 – Saint Louis, Missouri, USA – Saint Louis Exposition (1884)
- 1884 – Torino, Italien – Esposizione generale italiana (1884)
- 1885 – Melbourne, Australien – Victorians' Jubilee Exhibition (1885) (Jubilee of Victoria Exhibition)
- 1885 – Antwerpen, Belgien – Exposition Universelle d'Anvers (1885)
- 1885 – Wellington, New Zealand – New Zealand Industrial Exhibition (1885)
- 1885 – New Orleans, Louisiana, USA – North, Central and South American Exposition (1885)
- 1885 – London, Storbritannien – International Exhibition of Inventions
- 1886 – London, Storbritannien – Colonial and Indian Exhibition (1886)
- 1886 – Melbourne, Australien
- 1886 – Edinburgh, Skotland – International Exhibition of Industry, Science and Art (1886)
- 1886 – Liverpool, England – International Exhibition of Navigation, Commerce and Industry (1886)
- 1887 – Adelaide, Australien – Adelaide Jubilee International Exhibition (1887)
- 1887 – Geelong, Australien – Geelong Jubilee Juvenile and Industrial Exhibition (1887)
- 1887 – London, Storbritannien – American Exhibition (1887)
- 1887 – Rom, Italien – Esposizione mondiale (1887)
- 1888 – Melbourne, Australien – Victorian Juvenile Industrial Exhibition (1888), Centennial International Exhibition
- 1888 – Glasgow, Skotland – International Exhibition (1888)
- 1888 – Bruxelles, Belgien – Grand Concours International des Sciences et de l'Industrie (1888)
- 1888 – Barcelona, Spanien – Exposición Universal de Barcelona (1888)
- 1888 – Lissabon, Portugal – Exposição Industrial Portugueza (1888)
- 1888 – København, Danmark – Den Nordiske Industri, -Landbrugs, -og Kunstudstilling i Kjøbenhavn 1888
- 1889 – Paris, Frankrig –  Exposition Universelle (1889) – Eiffeltårnet
- 1889 – Dunedin, New Zealand – New Zealand and South Seas Exhibition (1889)
- 1889 – Buffalo, New York, USA – International Industrial Fair (1889)

## 1890'erne
- 1890 – Bremen, Tyskland – Nord-West-Deutsche Gewerbe und Industrie-Ausstellung (1890)
- 1891 – Moskva, Rusland – Exposition française (1891)
- 1891 – Kingston, Jamaica – International Exhibition (1891)
- 1891 – Launceston, Australien – Tasmanian International Exhibition (1891)
- 1891 – Prag, Bøhmen – General Land Centennial Exhibition (1891) i Prague Exhibition Grounds
- 1892 – Genova, Italien – Esposizione italo-americana (1892)
- 1892 – Madrid, Spanien – Exposición Histórico-Americana (1892)
- 1892 – Washington, DC, USA – Exposition of the Three Americas (1892) (ikke afholdt)
- 1893 – Chicago, Illinois, USA – World's Columbian Exposition
- 1893 – Kimberly, Sydafrika – South Africa and International Exhibition (1893)
- 1893 – New York, USA – World's Fair Prize Winners' Exposition (1893)
- 1894 – San Francisco, Californien, USA – California Mid-Winter Exposition (1894)
- 1894 – Antwerpen, Belgien – Exposition Internationale d'Anvers (1894)
- 1894 – Lyon, Frankrig – Exposition internationale et coloniale (1894)
- 1894 – Porto, Portugal – Exposição Insular e Colonial Portugueza (1894)
- 1895 – Hobart, Australien – Tasmanian International Exhibition (1895)
- 1895 – Ballarat, Australien – Australian Industrial Exhibition (1895)
- 1895 – Atlanta, Georgia, USA – Cotton States and International Exposition (1895) (Atlanta Exposition)
- 1896 – Berlin, Tyskland – Gewerbe-Ausstellung (1896)
- 1896 – Mexico City, Mexico – International Exposition (1896) (ikke afholdt)
- 1897 – Bruxelles, Belgien – Exposition Internationale de Bruxelles (1897)
- 1897 – Guatemala City, Guatemala – Exposición Centro-Americana (1897)
- 1897 – Brisbane, Australien – Queensland International Exhibition (1897)
- 1897 – Chicago, Illinois, USA – Irish Fair (1897)
- 1897 – Nashville, Tennessee, USA – Tennessee Centennial and International Exposition
- 1897 – Stockholm, Sverige – Allmänna konst- och industriutställningen (1897)
- 1898 – Dunedin, New Zealand – Otago Jubilee Industrial Exhibition (1898)
- 1898 – Omaha, Nebraska, USA – Trans-Mississippi Exposition
- 1898 – Bergen, Norge – International Fisheries Exposition (1898)
- 1898 – München, Tyskland – Kraft- und Arbeitsmaschinen-Ausstellung (1898)
- 1898 – San Francisco, California, USA – California's Golden Jubilee (1898)
- 1898 – Torino, Italien – Esposizione generale italiana (1898)
- 1898 – Wien, Østrig – Jubiläums-Ausstellung (1898)
- 1899 – Coolgardie, Australien – Western Australian International Mining and Industrial Exhibition (1899)
- 1899 – Omaha, Nebraska, USA – Greater America Exposition (1899)
- 1899 – Philadelphia, Pennsylvania, USA – National Export Exposition (1899)
- 1899 – London, Storbritannien – Greater Britain Exhibition (1899)

## 1900'erne
- 1900 – Paris, Frankrig –  Exposition Universelle (1900)*
- 1900 – Adelaide, Australien – Century Exhibition of Arts and Industries (1900)
- 1901 – Buffalo, New York, USA – Pan-American Exposition
- 1901 – Glasgow, Skotland – Glasgow International Exhibition (1901)
- 1901 – Wien, Østrig – Bosnische Weihnachts-Ausstellung (1901)
- 1901 – Charleston, South Carolina, USA – South Carolina and Interstate and West Indian Exposition (1901)
- 1902 – Torino, Italien – Esposizione Internazionale d'Arte Decorativa Moderna (1902)
- 1902 – Hanoi, Vietnam (Tonkin), Indo China Exposition Française et Internationale (1902)
- 1902 – New York, USA – United States, Colonial and International Exposition (1902) (ikke afholdt)
- 1902 – Toledo, Ohio, USA – Ohio Centennial and Northwest Territory Exposition (1902) – (ikke afholdt)
- 1903 – Osaka, Japan – National Industrial Exposition (1903)
- 1904 – Saint Louis, Missouri, USA – Louisiana Purchase Exposition (også kaldet Louisiana Purchase International Exposition and Olympic Games): OL 1904*
- 1905 – Portland, Oregon, USA – Lewis & Clark Centennial Exposition (1905)
- 1905 – Liège, Belgien – Exposition universelle et internationale (1905)
- 1905 – London, Storbritannien – Naval, Shipping and Fisheries Exhibition (1905)
- 1905 – New York, USA – Irish Industrial Exposition (1905)
- 1906 – Milano, Italien – Esposizione Internazionale del Sempione (1906)
- 1906 – London, Storbritannien – Austrian Exhibition (1906)
- 1906 – Marseille, Frankrig – Exposition coloniale (1906)
- 1906 – Christchurch, New Zealand – International Exhibition (1906)
- 1907 – Dublin, Irland – Irish International Exhibition (1907)
- 1907 – Hampton Roads, Virginia, USA -Jamestown Exposition
- 1907 – Chicago, Illinois, USA – World's Pure Food Exposition (1907)
- 1907 – Mannheim, Tyskland – Internationale Kunst-Ausstellung (1907)
- 1908 – London, Storbritannien – Franco-British Exhibition (1908)
- 1908 – New York, USA – International Mining Exposition (1908)
- 1908 – Rio de Janeiro, Brasilien – Exposição Nacional (1908)
- 1909 – Seattle, Washington, USA – Alaska-Yukon-Pacific Exposition
- 1909 – New York, USA – Hudson-Fulton Celebration (1909)
- 1909 – San Francisco, California, USA – Portolá Festival (1909)
- 1909 – Quito, Ecuador – Exposición Nacional (1909)

## 1910'erne
- 1910 – Nanking, Kina – Nanking Exposition (1910)
- 1910 – Bruxelles, Belgien – Exposition Universelle et Industrielle de Bruxelles (1910)
- 1910 – Buenos Aires, Argentina – Exposición Internacional (1910)
- 1910 – London, Storbritannien – Japan-British Exhibition (1910)
- 1910 – San Francisco, California, USA – Admission Day Festival (1910)
- 1910 – Wien, Østrig – Internationale Jagd-Ausstellung (1910)
- 1911 – Dresden, Tyskland –  International Hygiene Exhibition (1911)
- 1911 – London, Storbritannien – Coronation Exhibition (1911)
- 1911 – London, Storbritannien – Festival of Empire (1911)
- 1911 – Rom, Italien –  Esposizione internazionale d'arte (1911)
- 1911 – Torino, Italien – Esposizione internazionale delle industrie e del lavor (1911)
- 1911 – Glasgow, Skotland – Scottish Exhibition, Art and Industry
- 1911 – New York, USA – International Mercantile Exposition (1911)
- 1912 – Manila, Filippinerne – Philippine Exposition (1912)
- 1912 – London, Storbritannien – Latin-British Exhibition (1912)
- 1912 – Tokyo, Japan  – Grand Exposition of Japan (1912) (ikke afholdt)
- 1913 – Gent, Belgien – Exposition universelle et internationale (1913)
- 1913 – Amsterdam, Holland – Tentoonstelling De Vrouw 1813-1913
- 1913 – Knoxville, Tennessee, USA – National Conservation Exposition (1913)
- 1914 – Boulogne-sur-Mer, Frankrig – International Exposition of Sea Fishery Industries (1914)
- 1914 – Köln, Tyskland – Werkbund Exposition (1914)
- 1914 – Nottingham, Storbritannien – Universal Exhibition (1914)
- 1914 – Semarang, Indonesien – Koloniale Tentoonstelling (1914)
- 1914 – Kristiania, Norge – Norges Jubilæumsutstilling (1914)
- 1915 – San Francisco, California, USA – Panama-Pacific International Exposition (1915)
- 1915 – San Diego, California, USA – Panama-California Exposition (1915)
- 1915 – Panama City, Panama – Exposición Nacional de Panama (1915)
- 1915 – Richmond, Virginia, USA – Negro Historical and Industrial Exposition (1915)
- 1915 – Washington, DC, USA – National Star-Spangled Banner Centennial Celebration (ikke afholdt)
- 1917 – San Francisco, California, USA – Allied War Exposition (1917)
- 1918 – New York, USA – Bronx International Exposition of Science, Arts and Industries (1918)
- 1918 – Chicago, Illinois, USA – Allied War Exposition (1918)
- 1918 – Los Angeles, California, USA – California Liberty Fair (1918)

## 1920'erne
- 1920 – Shanghai, Kina – American-Chinese Exposition (1920) (?)
- 1921 – London, Storbritannien – International Exhibition of Rubber and Other Tropical Products (1921)
- 1922 – Marseille, Frankrig – Exposition nationale coloniale (1922)
- 1922 – Tokyo, Japan – Peace Exhibition (1922)
- 1922 – Rio de Janeiro, Brasilien – Exposição do Centenario do Brasil (1922)
- 1923 – Los Angeles, Californien, USA – American Historical Review and Motion Picture Exposition (1923)
- 1923 – Calcutta, Indien – Calcutta Exhibition (1923) som forløber for British Empire Exhibition
- 1924 – Wembley, London, Storbritannien – British Empire Exhibition
- 1924 – New York, USA – French Exposition (1924)
- 1925 – Lyon, Frankrig – Foire (1925)
- 1925 – San Francisco, California, USA – California's Diamond Jubilee (1925)
- 1925 – Dunedin, New Zealand – New Zealand and South Seas International Exhibition (1925)
- 1925 – Paris, Frankrig – Exposition internationale des Arts décoratifs et industriels modernes
- 1926 – Philadelphia, Pennsylvania, USA – Sesquicentennial Exposition
- 1926 – Berlin, Tyskland – Internationale Polizeiausstellung (1926)
- 1927 – Lyon, Frankrig – Foire internationale (1925)
- 1928 – Köln, Tyskland – Internationale Presse-Ausstellung (1928)
- 1928 – Long Beach, Californien – Pacific Southwest Exposition (1928)
- 1929 – Barcelona, Spanien, og Sevilla, Spanien – Expo '29 (Exposición Ibero-Americana) eller (Spain International Exposition)
- 1929 – Newcastle upon Tyne, Storbritannien – North East Coast Exhibition

## 1930'erne
- 1930 – Antwerpen, Belgien – Exposition internationale coloniale, maritime et d'art flamand (1930)
- 1930 – Liège, Belgien – Exposition internationale de la grande industrie, sciences et applications, art wallon ancien (1930)
- 1930 – Stockholm, Sverige – Stockholm International (1930) (Utställningen av konstindustri, konsthandverk och hemslöjd)
- 1930 – Trondheim, Norge – Trøndelag Exhibition (1930)
- 1931 – Paris, Frankrig – French Colonial Exposition (1931)
- 1931 – Milano, Italien – International Foundry Exhibition and Congress (1931)
- 1931 – Paris, Frankrig – Exposition coloniale internationale (1931)
- 1931 – Yorktown, Virginia, USA – Yorktown Sesquicentennial (1931)
- 1933 – Chicago, Illinois, USA – Century of Progress  International Exposition
- 1934 – Porto, Portugal – Exposição Colonial Portuguesa (1934)
- 1934 – Tel Aviv, Israel – Levant Fair (1934)
- 1935 – Bruxelles, Belgien Exposition universelle et internationale (1935)
- 1935 – San Diego, Californien, USA – California Pacific International Exposition (1935)
- 1935 – Porto Alegre, Brasilien -Exposição do Centenario Farroupilha (1935)
- 1936 – Johannesburg, Sydafrika – Empire Exhibition (1936)
- 1936 – Cleveland, Ohio, USA – Great Lakes Exposition
- 1936 – Dallas, Texas, USA – Texas Centennial Central Exposition (1936)
- 1937 – Berlin, Tyskland – Ausstellung (1937)
- 1937 – Cleveland, Ohio, USA – Great Lakes Exposition
- 1937 – Dallas, Texas, USA – Greater Texas and Pan American Exposition (1937)
- 1937 – Düsseldorf, Tyskland – Reichsausstellung Schaffendes Volk (1937)
- 1937 – Miami, Florida, USA – Pan American Fair (1937)
- 1937 – Paris, Frankrig – Exposition Internationale des Arts et Techniques dans la Vie Moderne
- 1937 – Nagoya, Japan – Nagoya Pan-Pacific Peace Exposition (1937)
- 1938 – Glasgow, Skotland – British Empire Exhibition (1938)
- 1939 – New York, USA – 1939 New York World's Fair udstilling med: The World of Tomorrow Futurama Trylon Perisphere
- 1939 – San Francisco, Californien, USA – Golden Gate Exposition (1939) også kaldet Golden Gate International Exposition
- 1939 – Wellington, New Zealand – New Zealand Centennial Exhibition
- 1939 – Dresden, Tyskland – Deutsche Kolonial Ausstellung (1939)
- 1939 – Liège, Belgien – Exposition internationale de l'eau
- 1939 – Zürich, Schweiz – Schweizerische Landesausstellung (1939)

## 1940'erne
- 1940 – Lissabon, Portugal – Exposição do Mundo Português (1940)
- 1940 – Los Angeles, Californien, USA – Pacific Mercado (1940) (ikke afholdt)
- 1940 – Napoli, Italien – Mostra Triennale delle Terre Italiane d’Oltremare (Triennial Exhibition of Overseas Italian Territories)
- 1940 – Tokyo, Japan – Grand International Exposition of Japan (1940) (ikke afholdt)
- 1942 – Los Angeles, Californien, USA – Cabrillo Fair (1942) (ikke afholdt)
- 1942 – Rom, Italien – Esposizione universale (1942) (ikke afholdt) (E42)
- 1948 – Bruxelles, Belgien – Foire coloniale (1948)
- 1949 – Port-au-Prince, Haiti – Exposition internationale du bicentenaire de Port-au-Prince (1949)

## 1950'erne
- 1951 – London, Storbritannien – Festival of Britain
- 1957 – Guangzhou, Kina – Chinese Export Commodities Fair
- 1958 – Bruxelles, Belgien – Expo '58 (Exposition Universelle et Internationale de Bruxelles) – Atomium

## 1960'erne
- 1962 – Seattle, Washington, USA – Century 21 Exposition Space Needle
- 1964 – New York, USA –  1964/1965 New York World's Fair (NB! Ikke godkendt af Bureau International des Expositions)
- 1967 – Montreal, Canada – Expo '67, (Universal and International Exhibition of 1967) den mest succesfulde udstilling i historien med over 50 millioner besøgende.
- 1968 – San Antonio, Texas, USA – HemisFair '68

## 1970'erne
- 1970 – Osaka, Japan – Expo '70 (Japan World Exposition)
- 1974 – Spokane, Washington, USA – Expo '74 (International Exposition on the Environment)
- 1975 – Okinawa, Japan – Expo '75 (International Ocean Exposition)

## 1980'erne
- 1982 – Knoxville, Tennessee, USA – 1982 World's Fair (International Energy Exposition) – Sunsphere
- 1984 – New Orleans, USA – 1984 Louisiana World Exposition
- 1985 – Tsukuba, Japan – Expo '85
- 1986 – Vancouver, Canada – Expo '86 (1986 World Exposition)
- 1988 – Brisbane, Australien – Expo '88

## 1990'erne
- 1992 – Sevilla, Spanien – Seville Expo 92
- 1992 – Genova, Italien – Genoa Expo 92
- 1993 – Daejeon, Sydkorea – Expo '93
- 1998 – Lissabon, Portugal – Expo '98

## 2000'erne
- 2000 – Hannover, Tyskland – Expo 2000
- 2002 – Biel, Murten, Neuchâtel og Yverdon-les-Bains i Schweiz – Expo.02
- 2004 – Aflyst (skulle være afholdt i Seine-Saint-Denis, Frankrig)
- 2005 – Aichi, Japan – Expo 2005
- 2008 – Zaragoza, Spanien – Expo 2008

## 2010'erne
- 2010 – Shanghai, Kina – Expo 2010

- 2012 - Yeosu,[1] Sydkorea - Expo 2012
- 2015 - Milano, Italien - Expo 2015
- 2016 - Antalya, Tyrkiet - Expo 2016
- 2017 - Astana, Kazakhstan - Expo 2017

## 2020'erne
- 2020 [2] - Dubai, Forenede Arabiske Emirater — Expo 2020 [3]

## Fremtidige bud og forslag
- 2022/2023 - Łódź bud[4] København bud[4] De Kanariske Øer bud[4] Newcastle bud  [4] Minnesota bud [4][5]
- 2025: Houston[6] / London[7] / Paris[8] / Rotterdam[9] / San Francisco[10] /  Toronto[11] / New York (delstat)